# 施奈德山 (坦海姆山脈)
47°29′35″N 10°38′41″E / 47.49306°N 10.64472°E

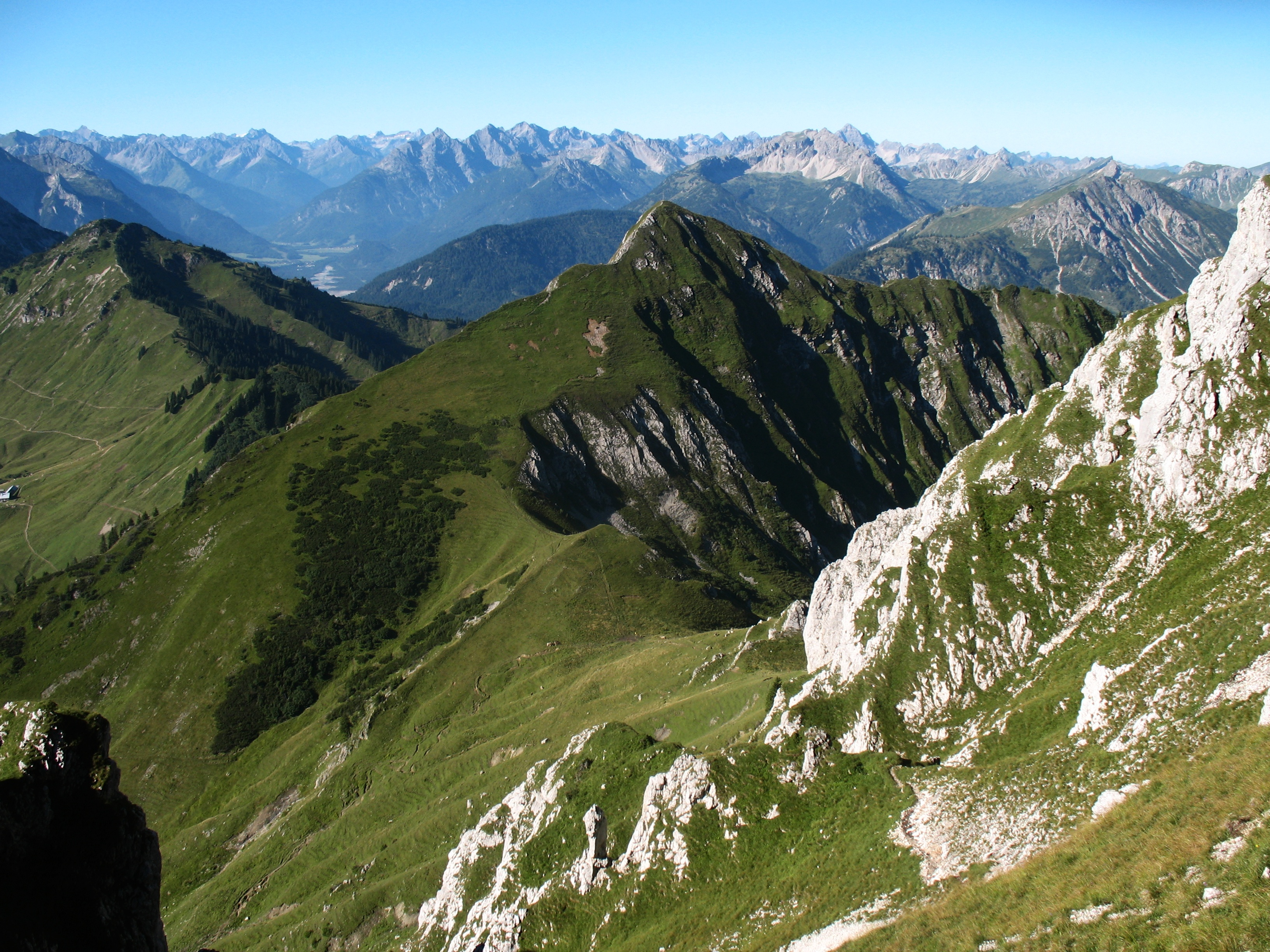

施奈德山（德語：Schneid），是奧地利的山峰，位於該國西部，由蒂羅爾州負責管轄，屬於阿爾高阿爾卑斯山脈中坦海姆山脈的一部分，海拔高度2,009米，山體由石灰岩組成。